# Zsolt Kalmár
Zsolt Kalmár (ur. 9 czerwca 1995 w Győrze) – węgierski piłkarz występujący na pozycji pomocnika w słowackim klubie DAC 1904 Dunajská Streda, do którego jest wypożyczony z RB Leipzig oraz w reprezentacji Węgier.

## Kariera klubowa
Swoją karierę piłkarską Kalmár rozpoczął w klubie Győri ETO FC. W sezonie 2012/2013 awansował do kadry pierwszego zespołu. Swój debiut w nim zanotował 19 maja 2013 w przegranym 0:2 wyjazdowym meczu z Honvédem Budapeszt. W sezonie 2012/2013 wywalczył mistrzostwo Węgier, a latem 2013 zdobył Superpuchar Węgier. W sezonie 2013/2014, w którym stał się podstawowym zawodnikiem Győri ETO FC, został wicemistrzem Węgier. Latem 2014 roku przeszedł do RB Leipzig. W 2016 był z niego wypożyczony do FSV Frankfurt, a w 2017 najpierw do Brøndby IF, a następnie do DAC 1904 Dunajská Streda.

## Kariera reprezentacyjna
W reprezentacji Węgier Kalmár zadebiutował 22 maja 2014 roku w zremisowanym 2:2 towarzyskim meczu z Danią, rozegranym w Debreczynie. W 46. minucie tego meczu zmienił Pétera Szakály.

## Statystyki kariery
(aktualne na dzień 28 lipca 2016)
| Klub                 | Sezon              | Liga                | Liga  | Liga   | Puchary krajowe | Puchary krajowe | Europa | Europa | Suma  | Suma   |
| Klub                 | Sezon              | Liga                | Mecze | Bramki | Mecze           | Bramki          | Mecze  | Bramki | Mecze | Bramki |
| -------------------- | ------------------ | ------------------- | ----- | ------ | --------------- | --------------- | ------ | ------ | ----- | ------ |
| Győri ETO            | 2012/13            | Nemzeti Bajnokság I | 2     | 1      | 3               | 1               | –      | –      | 5     | 2      |
| Győri ETO            | 2013/14            | Nemzeti Bajnokság I | 21    | 2      | 6               | 1               | 0      | 0      | 27    | 3      |
| RB Leipzig           | 2014/15            | 2. Bundesliga       | 17    | 0      | 0               | 0               | –      | –      | 17    | 0      |
| RB Leipzig           | 2015/16            | 2. Bundesliga       | 4     | 0      | 0               | 0               | –      | –      | 4     | 0      |
| FSV Frankfurt (wyp.) | 2015/16            | 2. Bundesliga       | 12    | 1      | 0               | 0               | –      | –      | 12    | 1      |
| RB Leipzig           | 2016/17            | Bundesliga          | 0     | 0      | 0               | 0               | –      | –      | 0     | 0      |
| Ogólnie w karierze   | Ogólnie w karierze | Ogólnie w karierze  | 56    | 4      | 9               | 2               | 0      | 0      | 65    | 6      |